# Turraea fockei
Turraea fockei är en tvåhjärtbladig växtart som beskrevs av Buchen.. Turraea fockei ingår i släktet Turraea och familjen Meliaceae. Inga underarter finns listade i Catalogue of Life.